# Louis Rémy Mignot

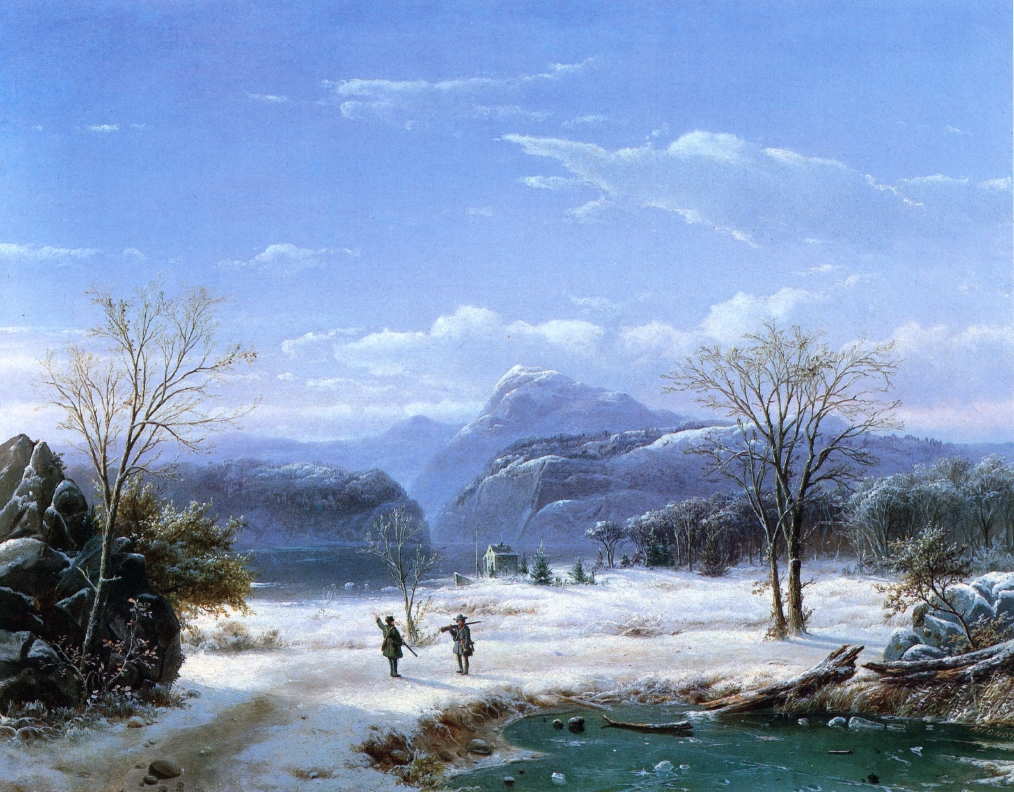
Myśliwi w zimowej scenerii, 1856

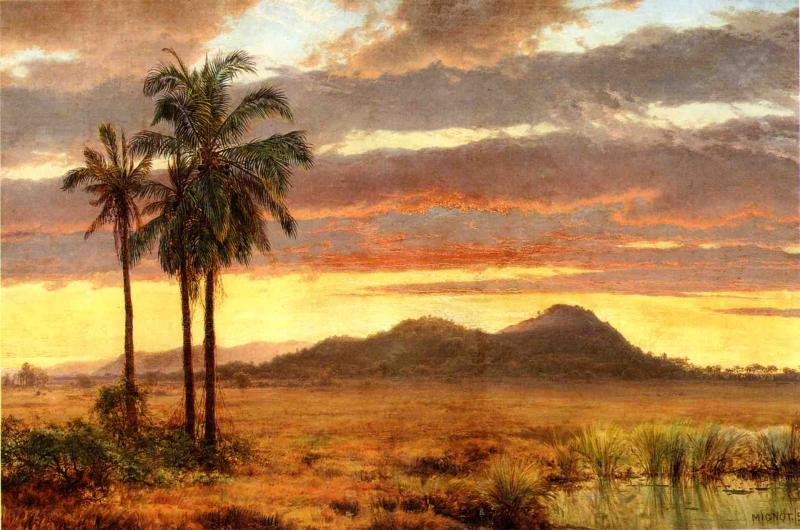
Pejzaż tropikalny, 1858

Louis Rémy Mignot (ur. 1831 w Charleston, zm. we wrześniu 1870 w Brighton) – amerykański malarz pochodzenia kreolskiego, reprezentant Hudson River School.
Był synem cukiernika, studiował trzy lata w Hadze u Andreasa Schelfhouta. W 1855 założył studio w Nowym Jorku i rozpoczął samodzielną karierę malarza pejzażysty. Malował głównie krajobrazy stanu Nowy Jork i południe Stanów Zjednoczonych. Z Frederickiem Edwinem Churchem podróżował po Ameryce Południowej, gdzie malował tropikalne pejzaże. W 1858 został członkiem stowarzyszonym National Academy of Design, a w następnym roku uzyskał pełne członkostwo. Po wybuchu wojny secesyjnej opuścił Amerykę i osiedlił się w Anglii, gdzie z powodzeniem kontynuował karierę. Wystawiał z powodzeniem m.in. w Londynie i Paryżu.
W czasie wojny francusko-pruskiej Mignot był w Paryżu i podczas oblężenia miasta został przypadkowo uwięziony. Pobyt w więzieniu skończył się dla niego tragicznie, chory na ospę zmarł krótko po uwolnieniu w 39. roku życia.
Louis Rémy Mignot malował przede wszystkim pejzaże, zaliczany jest do drugiego pokolenia twórców związanych z Hudson River School. W jego pracach nadrzędną rolę odgrywało światło i efekty luministyczne.